# Epiplatys lamottei
 Epiplatys lamottei és una espècie de peix de la família dels aploquèilids i de l'ordre dels ciprinodontiformes.

## Morfologia
Els mascles poden assolir els 7 cm de longitud total.

## Distribució geogràfica
Es troba a Àfrica: Guinea i Libèria.